# Haußmann (Familien)
Haußmann ist der Name zweier deutschstämmiger Großfamilien, denen jeweils mehrere bekannte Personen zugerechnet werden können.

## Haußmann (Bad Tennstedt)
Die eine Familie stammt aus dem thüringischen Bad Tennstedt und stammt von dem Steinhauer Hans Haussmann (1582–1636) ab. Ein Zweig dieser Familie wanderte nach Colmar aus, ihr entstammt als bekanntester Vertreter der französische Präfekt Georges-Eugène Haussmann (1809–1891), bekannt für den Stadtumbau von Paris. Der Name wurde in Frankreich mit ″ss″ geschrieben und auch französisch ausgesprochen: [⁠os.man⁠]
- Johann Michael Haussmann (1749–1824), elsässer Textilfabrikant und Chemiker, Bruder von Nicolas Haussmann
- Nicolas Haussmann (1760–1846), französischer Tuchhändler und Politiker, Mitglied der gesetzgebenden Nationalversammlung und des Nationalkonvents
- Georges-Eugène Haussmann (1809–1891), französischer Präfekt und Stadtplaner

## Haußmann (Reudern)
Die zweite Großfamilie stammt aus dem württembergischen Reudern bei Oberboihingen, ihr frühester bekannter Ahnherr ist Hans Haußmann, der um 1450 geboren wurde und vor 1526 starb. Seine Söhne lebten in Oberboihingen und begründeten mehrere Zweige dieser Familie, der  zahlreiche bekannte Personen angehören:
- Julius Haußmann (1816–1889), deutscher Politiker
- Conrad Haußmann (1857–1922), deutscher Politiker
- Friedrich Haußmann (1857–1907), Jurist und Mitglied des Deutschen Reichstags
- Karl Haußmann (1860–1940), deutscher Markscheider, Geomagnetiker und Hochschullehrer
- Fritz Haussmann (1873–1951), Oberbürgermeister von Tübingen
- Erich Haußmann (1900–1984), deutscher Schauspieler
- Hans Haußmann (1900–1972), deutscher Hockeyspieler
- Wolfgang Haußmann (1903–1989), deutscher Politiker
- Albert Haußmann (* 1930), deutscher Unternehmer in der Region Esslingen
- Ezard Haußmann (1935–2010), deutscher Schauspieler
- Werner Haußmann (1941–2010), deutscher Mathematiker und Hochschullehrer
- Helmut Haussmann (* 1943), deutscher Politiker
- Ursula Haußmann (1953–2012), deutsche Politikerin
- Eberhard Haußmann (1958–2006), deutscher Ethnologe
- Leander Haußmann (* 1959), deutscher Regisseur und Schauspieler
- Jochen Haußmann (* 1966), deutscher Politiker (FDP)